# Isochariesthes undulatovittata
Isochariesthes undulatovittata es una especie de escarabajo longicornio del género Isochariesthes, tribu Tragocephalini, subfamilia Lamiinae. Fue descrita científicamente por Breuning en 1962.
Se distribuye por Togo. Mide aproximadamente 7,5 milímetros de longitud. El período de vuelo ocurre en el mes de abril.